# 유계원
유계원(劉繼元, ? ~ 992년 1월 25일(음력 991년 12월 18일))은 오대십국 시대, 북한의 제4대 황제(재위 : 968년 ~ 979년)이다.
그는 유숭의 외손자이자 유균의 양자였다. 968년 유균이 죽자 유숭의 외손자이며, 유균의 양자였던 유계은(劉繼恩)이 옹립되었으나 곧 살해당하고, 유계원(劉繼元)이 제위에 올랐다. 유계원은 환관에게 정치를 맡기고, 제위의 라이벌이었던 혈족을 살해하는등 정치를 혼란시켰다가 979년 송나라 태종의 친정군의 공격을 받아 항복하여 북한은 멸망했다.
이로써 송나라에 의해 중국통일이 완성되었다.
그 후 유계원은 송나라에서 팽성공(彭城公)이 되어 천수를 살다 죽었다.
| 전 대 유계은 | 제4대 북한 황제 968년 ~ 979년 | 후 대 - (황조 멸망) |